# Peperomia barbaranoides
Peperomia barbaranoides är en pepparväxtart som beskrevs av Truman George Yuncker. Peperomia barbaranoides ingår i släktet peperomior, och familjen pepparväxter. Inga underarter finns listade i Catalogue of Life.